# Gutier Núñez
Gutier Núñez av Kastilien, död efter 931, var regerande greve av Kastilien mellan 927 och 931.